# Multi Theft Auto: San Andreas
Multi Theft Auto: San Andreas (скорочено MTA:SA) — багатокористувацька модифікація для відеогри Grand Theft Auto: San Andreas у версії для Windows. Відноситься до проєкту Multi Theft Auto.

## Історія

### Попередні модифікації
Своє існування багатокористувацька модифікація почала у Grand Theft Auto III, коли відбувся вихід мультиплеєру для гри у 2003 році. Це була версія 0.1a. Але у цей час було багато недоліків, які не давали вести комфортну гру. Наступного місяця вийшла версія 0.2a, у якій була виправлена більша кількість недоліків. Наступною версією стала 0.3b, яка підтримувала 21 гравця. 
Головним проривом стала версія 0.5. MTA Team спочатку планувала реліз 0.5.5 з виправленнями помилок, новим стилем deathmatch для GTA Vice City і декількома доповненнями до GTA3: MTA. Однак, вони вирішили зосередити свої зусилля над новим ядром, який отримав кодове ім'я «Blue», яке вони використовували в версії ядра 1.x для  San Andreas .

### San Andreas
У 2006 році з'явилась багатокористувацька гра у Grand Theft Auto: San Andreas. Першим режимом були автоперегони, а потім з'явився і Deathmatch. До 2009 року, модифікація мала багато проблем, які відштовхували нових гравців, тому основна популярність припала на іншу модифікацію - San Andreas Multiplayer. У 2010 році з'явилася рольова гра у мультиплеєрі. Команда розробників вирішила кинути свої сили на розробку саме цієї модифікації, отримавши невеликі успіхи.